# 筑紫哲也
筑紫 哲也（ちくし てつや、1935年〈昭和10年〉6月23日 - 2008年〈平成20年〉11月7日）は、日本のジャーナリスト、ニュースキャスター。長年にわたって新聞・雑誌・テレビ報道の第一線に立ちつづけ、日本のテレビジャーナリズムの確立に多大な貢献をした業績により日本記者クラブ賞を受賞。朝日新聞社政治部記者、ワシントン特派員、テレビ朝日『日曜夕刊!こちらデスク』メインキャスター、朝日ジャーナル編集長などを経て、TBSテレビ『筑紫哲也NEWS23』キャスター編集長を18年あまり務めた。

## 来歴

### 生い立ちと朝日新聞社時代
大分県日田郡小野村（現在：日田市）で筑紫和臣・文子夫妻の長男として生まれた。静岡県立沼津東高等学校、東京都立小山台高等学校を経て、早稲田大学第一政治経済学部経済学科卒業。
1959年朝日新聞社に入社。同期には本多勝一、轡田隆史、上前淳一郎、柴田鉄治、田中豊、和田俊、浅井泰範、田所竹彦、荒垣敬らがいる。同年の朝日新聞社の入社試験は英語と論文と面接だけで一般常識などの筆記試験がなく、「常識なしの（昭和）34年組」と社内で皮肉られたという。面接の身上調書では愛読書を1冊書けとあり、一世を風靡した丸山眞男『現代政治の思想と行動』にしようとしたものの、面接で論争したら負けると思い、「鉄道時刻表」と書いて出した。面接では無銭旅行の話で大ウケであったが、論説主幹であった笠信太郎に（大学でやったはずの）景気循環論の話題を振られると、まったく歯が立たなかった。
新人記者としての赴任先は宇都宮、次いで盛岡であった。支局で計4年を過ごし、政治部に異動。政治記者としてのスタートは内閣総理大臣・池田勇人番だった。1968年5月から1970年まで、アメリカ統治下の沖縄に政治部の「特派員」として赴任し、返還前の沖縄を精力的に取材。その後も生涯にわたって沖縄に心を寄せた。1971年7月から1974年までワシントン特派員。沖縄返還を翌年に控えた1971年、朝日新聞の130回にわたる長期大型連載企画「日本とアメリカ」において、キャップの松山幸雄から、各章のまとめと次章へのつなぎの執筆をすべて任された。1972年に起こったウォーターゲート事件について、発端から終末まで現地で取材した唯一の日本人記者であるという。外務大臣や内閣総理大臣を務めた三木武夫と睦子夫人、ブレーンであった平沢和重や國弘正雄からの信頼が篤く、たびたび助言を求められた。
1976年1月から「朝日ジャーナル」副編集長を務め、ロッキード事件を追っていた立花隆と盟友関係となる。このころ、筑紫を評価した安東仁兵衛を通じて丸山眞男の知遇を得る。1970年代後半から安東・石川真澄・岩見隆夫・松山幸雄・富森叡児・堤清二とともにしばしば丸山を囲み、丸山はこの集まりを「楽しき会」と呼んだ。「安東組」たる安東・石川・岩見の四人で、丸山を講師として福澤諭吉『文明論之概略』の勉強会も行った。筑紫は丸山の「蓮華窓（連子窓）の弟子」、石川は「武者窓の弟子」と記した。筑紫は折に触れて貴重なCDやLDを丸山に贈り、オペラやクラシックコンサートをともに鑑賞する間柄であった。1977年6月、外報部次長。1978年4月から1982年9月までテレビ朝日「日曜夕刊!こちらデスク」にメインキャスターとして出演し、番組として第16回ギャラクシー賞を受賞（1979年）。
1983年6月、第13回参議院議員通常選挙にあたって無党派市民連合の政見放送に出演、停職3か月の処分を受ける。同年4月からキャスターを務めていたテレビ朝日系『TVスクープ』も降板。10月からTBSラジオ『筑紫哲也のハローワールド』にレギュラー出演。翌1984年4月から1988年4月まで、『筑紫哲也のニュースジョッキー』に出演。1984年1月から1987年3月まで「朝日ジャーナル」編集長を務める。編集長自らインタビューを行う「若者たちの神々」「新人類の旗手たち」「元気印の女たち」などの「軽チャー路線」が世間の目をひく一方で、1986年12月5日号を皮切りに、マスメディアとしてはじめて統一協会による霊感商法を徹底的に追及。編集長を伊藤正孝に譲ったあとも同誌のキャンペーンは続き、「霊感商法」という言葉が世間に定着するきっかけをつくった。ニューヨーク駐在の編集委員を務めていた1989年夏、TBSからの打診を受け朝日新聞社を退社。

### 『筑紫哲也NEWS23』メインキャスターとして

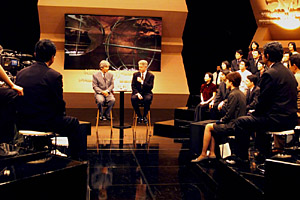
ビル・クリントン大統領と

1989年10月2日、『筑紫哲也ニュース23』放送開始。1985年10月開始のテレビ朝日系列『ニュースステーション』メインキャスターで大学の後輩でもある久米宏と並び、民放ニュースキャスターの顔として広く認知された。久米宏とは「広島東洋カープのファン」同士という共通点があったため、日刊スポーツの企画で1991年の西武ライオンズとの日本シリーズを仲良く観戦している。久米は「筑紫さんは戦争の歴史を刻んだ沖縄と広島に心を寄せ、地方球団、市民球団のカープを愛していました。筑紫さんは、"反中央"、"反権力"という自分の性格をカープに重ねたのではないか」と述べている。
1992年、第21回ベストドレッサー賞学術・文化部門を受賞。1993年には『筑紫哲也ニュース23』のメインキャスターとしての業績に対して第30回ギャラクシー賞・テレビ部門個人賞を受賞。
1993年に創刊された『週刊金曜日』の発刊を呼びかけ、朝日新聞同期入社の本多勝一らとともに手弁当で全国を行脚した。創刊前から死去するまで15年にわたって同誌の編集委員を務め、コラム「自我作古」を連載。
1994年、出身地の大分県日田市に新たな地域文化を築くべく若者を中心に設立された市民大学「自由の森大学」の学長となり、2006年の閉校まで務めた。同年、文化・郷土の振興発展の事績により日田市名誉市民の称号を贈られる。
2004年8月6日には、広島県の原爆ドームを訪れた。その際山﨑理恵子が主宰をする原爆ドーム合作絵画の会が『A子ちゃんの遺言』と題したF100号の合作の絵画の制作を行なっており、「平和」と書いてある下に筑紫は「和平」の文字を書き込んだ。

### 晩年
2007年5月14日放送の『NEWS23』で初期の肺癌であることを告白。治療のため、翌日から番組出演を休止した。10月にスタジオ復帰、以降は不定期出演となるが、12月に全身へのがん転移が判明。2008年3月28日をもって『NEWS23』を降板。4月「わが国のテレビジャーナリズムの確立に多大な貢献をした」として、日本記者クラブ賞を受賞。11月7日午後、肺癌のため東京都内の病院で死去した。享年74（満73歳没）。墓所は所沢市所沢聖地霊園。時間帯が重なる報道番組同士のライバル関係にあった久米宏、古舘伊知郎らが自らの番組でその死を悼んだ。

### 没後
2008年11月11日、追悼特別番組『筑紫さんが遺したもの - ガン闘病500日』が生放送された。エンディングでは、ニュース23の初代エンディングテーマ「最後のニュース」を井上陽水が生演奏で歌った。
2013年1月、BS-TBSにおいて、ドキュメンタリー『筑紫哲也 明日への伝言〜「残日録」をたどる旅』が放映された。
金平茂紀が講談社のPR誌『本』の2014年2月号から「筑紫哲也『NEWS23』とその時代」を18回にわたって連載。2021年11月、同名の単行本が講談社から発刊された。

## 評価
長年にわたって新聞・雑誌・テレビ報道の第一線に立ち、発言をつづけるとともに、当事者の話に耳を傾け、紹介した。「筋金入りのリベラリスト」（立花隆）としての一貫した姿勢は「座標軸」にもたとえられた。党派性にとらわれることなく幅広い交友関係を保ち、音楽・映画・演劇・文学・美術・スポーツなどの文化にも深い関心を寄せ、常に現場に足を運び、若者に対して常に暖かい眼を向けていた。

### ジャーナリストとして
- 「朝日新聞記者としての30年で培ったジャーナリスト魂と豊富な取材体験を糧に、時流や大勢に流されない安定した報道スタイルで内外の動きを的確に伝え、幅広い視聴者、ニュース源の信頼を得た。鋭いニュース感覚と的確なアジェンダ・セッテングだけでなく、文化活動の発掘・紹介などテレビならではの可能性にも挑戦し、民放テレビ報道の社会的役割の向上にも資した」（2008年度日本記者クラブ賞受賞理由）
- 筑紫の朝日ジャーナル時代からの盟友で、NEWS23にもたびたび出演し、筑紫の最晩年にオーラルヒストリーに取り組んでいた立花隆は、筑紫の訃報に接し、NHK『クローズアップ現代+』の中で「普通の付き合いじゃないんです。だから、本当にショック」「戦後日本が生んだ最大のジャーナリストだと思う」と語り、感極まってテレビカメラの前で慟哭した[31]。
- 読売新聞東京社会部のエース記者からノンフィクション作家となった本田靖春は、死去する半年前に記した筑紫宛の最後の私信で「世間（いかがわしくもあるのですが）は、貴兄を頼りにするしかない。マイクの前で絶命するくらいの気魄で、いまのお立場を死守してください」「何かあったら、及ばずながら援護射撃はします」と激励した[32]。1976年に本田が筑紫への取材で初対面した際、自身の発言に責任を持つ筑紫の姿勢に「おお、ここに本物の新聞記者がいる！」と文字どおり「感動」した。本田は筑紫にとってもっとも敬愛するノンフィクション作家であった。
- 朝日新聞同期入社で、週刊金曜日創刊前から編集委員をともに務めた本多勝一は、「良識派や真のジャーナリスト」がマスメディアの場から締め出されるなか、筑紫には幅広く垣根のない交友関係を築く「武器」があるからこそ活躍できたとする。ただし、本多が「矮小ファシスト」と糾弾する石原慎太郎への態度には我慢がならず、「まるで友人関係じゃないか」と一度だけ文句を言った。[33]
- 朝日新聞の同期で科学部長・社会部長・出版局長を歴任した柴田鉄治は、筑紫の本質はあくまで新聞記者であり、その筆力は「おしゃべりより数段上」だとする。柴田は筑紫が天声人語の筆者になればよいとひそかに思っていたという[4]。
- 「新聞記者のお手本、目標、憧れ」「権力の横暴、行き過ぎに対して警戒する、センサー能力がジャーナリストとしてものすごく高い」「日本だけでなく世界の歴史や文化、伝統の面に常に目を向け、日本のいろいろなジャンルの文化を継承し生まれてくる人たちを励ます。そこが筑紫さんの大きなワールドのひとつ」（岸井成格）
- 「日本人の心や社会のありかたを常に問い続けて座標軸を発信しつづけた」「自分の立っている位置を計測できる、非常に便利なツール」「座標軸男」（鳥越俊太郎）
- 「本当の意味での客観報道というものはないということを示した功績は大きい」[34]「僕よりはるかに教養が高い、いろんなことを知っている。僕は筑紫さんに対してコンプレックスの塊」「キャスターではなく、いつも筑紫哲也としての言葉をしゃべっていた」（田原総一朗）
- 「筑紫さんのスタンスを評価しています。筑紫さんがいなくなれば日本の報道番組はもっとダメになると確信を持って言える」[35]（岡留安則）
- 「ジャーナリストではいちばんの友だち」「自分の思想を持ちながら、ある種の柔軟性を持ち、古典や世界を見渡しながら現代を論じることができる稀なジャーナリスト」[36]（梅原猛）
- 「物事の本質を深く考えて、時代を真剣にとらえようとする姿勢が筑紫さんのメッセージに常にこもっていた」「エスタブリッシュメントからも認められていたし、保守の人たちとも議論する場を持っていました」[37]「誰もが自分に近いと思うし、彼はそう思わせるカメレオン性の技を持っていた」[37]（寺島実郎）
- 「知的エピキュリアン」「名伯楽」「最後まで多くの人の声に耳を傾け、自分が語るのではなく、時代に語らせることを貫き通しました」[38]（姜尚中）
- 「バランスをとるというよりは、きちっとした座標軸がある」「常に羅針盤であった」（岡本行夫）
- 「日本のオピニオンリーダーであり、ちょっとキザ、ちょっと大衆的、このバランスが非常によかった」（堺屋太一）
- 「戦後日本のジャーナリストで国際的な見識のある人は少ないけれど、筑紫君は沖縄とアメリカとの関係を見すえた特異な存在」「英語が抜群にうまいわけではなかった（中略）けれども自在に使っていました」「彼は人間として熟していました。そんなジャーナリストはもういませんね」[39]（國弘正雄）
- 「権力が市民を傷つけないように、より深いところから鋭く監視していくことに徹する。プロ中のプロで、骨の髄までジャーナリスト」[40]（堀田力）
- 「歩くリベラル、存在そのものがリベラル」「あれだけの風圧のなかで、いろんな方向から飛んでくる批判の矢をきっちりと受けとめていた」「妙に律儀というか、偉ぶらない」「人間関係の機微を大事にし、気安い雰囲気の中で交友関係を広げていく」（佐高信）
- 「（訃報を目にして）思わず涙があふれた。凄い人だったな。いい人だったな。お世話になったな、と、いろんなことを思い出した」「勇気のある人だった」（鈴木邦男）
- 「何度も投げ出しそうになったり、圧力に屈しそうになった。そのとき、筑紫さんの書いたものが背中を支えてくれました」[41]「ほんとうの意味での沖縄の理解者」（大田昌秀）
- 「心おきなく話ができる友人」「権力とは一線を画すというジャーナリストの矜持を持っていた」（福田康夫）
- 「新聞記者であんなに品のいい人はいないんじゃないかと思う」（三木睦子）
- 「日本がこれから歩んでいく道筋の危険さを身に感じながら、ほとばしるようにしゃべっておられた」「筑紫さんに影響されて、テロ特措法や自衛隊の出動等にも棄権をしたり退席をしたり、そういう行動をした。筑紫さんに導かれた」（野中広務）
- 「極めつきの聞き上手」「本当にこちらが安心して、胸襟を開いて話せる」[42]（田中真紀子）
- 「非常に公平・公正に私の言い分をきちんと取り入れながら、また一方で、権力側、検察側はこうだと」（鈴木宗男）
- 「名もないけれど、新しいチャレンジをする人を応援する、それが筑紫哲也さん」[43]（菅直人）
- 「いつもニコニコしていましたが、常に自分のことではなく、未来の世代に何を残せるかに心を砕いていた」[44]（辻元清美）
- 「彼の軌跡全体を眺めると、動じたところがまるでない。見事に自分を保ちきっている」「しかも、潰されない。桁外れの大物ではなかったか」（中山千夏）
- 阿川佐和子がニュース23に出演していたころ、左翼の思想家である安東仁兵衛と右翼の論客である野村秋介を同時に番組に呼んだ。番組中は激しいやり取りが交わされたが、番組終了後のスタッフルームでは筑紫を間に挟んで二人が和やかにビールを酌み交わしていた[45]。筑紫は野村の娘の結婚披露宴にも出席している[46]。
- 『NEWS23』でサブキャスターを務めた草野満代は「テレビの世界では、ドキュメンタリー番組をコンスタントに作り続けることが難しい状況が続いています。でも『NEWS23』ではよく、20分くらいのドキュメンタリーを入れこみました。ほかのニュースをカットしてでも、ドキュメンタリーを伝える場を守り続けたのが筑紫さんです」と述べた[47]。

### 文化人として
- 小澤征爾は「とにかくものすごい音楽好き。怖い聴衆の一人でしたが、毎回演奏を聴いて長い目で見てくれるから、とてもありがたかった」「音楽についての報道でも、彼はメッセージを持っていたし、それを支えるだけのニュースとプロ並みの見識、愛着と愛情がありました」とする[48]。小澤は「こういう職業で、音楽とか文学とかをとことんお好きで、研究していて、自分の意見がある、こういう人は外国にもいない」「若い音楽家を大事にする姿勢ははっきりしていた」とも述べている。筑紫は齋藤秀雄没後30周年の2004年にサイトウ・キネン・オーケストラによるメモリアルコンサートの司会・進行役を務めた[49]。
- 「年間で200日くらい（中略）コンサートに通ったんじゃないですか。どの会場にも彼がいました」「政治や経済よりもむしろ文化に興味があった」「芸術的なメディアすべてに興味のある稀有な人」「左翼なんかではないです。軸足がずれなかっただけ」[50]（三枝成彰）
- 「言ってみりゃサムライだね」「粋だし、悟りもひらいているし、動じないでしょ。しかも文化、歌舞伎みたいなものにも造詣が深くて、それでいて政治のことは譲らない。かっこいい男だったよね」「あったかい感じがしましたね。人の話を逸らさないからね。真剣に聴いてくれる」（十八代目中村勘三郎）
- 「亡くなるまで23年間、僕の芝居をすべて見てくれています」「演劇だけではなく、筑紫さんの興味は映画も音楽も古典も文学も網羅し、じつに多彩でした」「文化と教養のある大人」（鴻上尚史）
- 「ハッキリ言って英語は流暢ではなく、とつとつとお喋りになるのね。でもそれが相手にはとても誠意があると感じられるようで、筑紫さんのインタビューが終わった後は皆、「あの人は良かった」とおっしゃいました」「映画に対する真摯さとか、質問の内容が違った」[51]（戸田奈津子）
- 「現実的に、映画評論家として確立させてくれたのは筑紫さん」（おすぎ）
- 「敬愛し、信頼していた」「上の立場にいる人は、気取って、実物以上に見せようとしてしまう。それが筑紫さんにはなかった。本当に自然で、それが気持ちよかった」[52]（瀬戸内寂聴）
- 「あんなに若者に対してルサンチマンがなく、優しかった人はいませんでした」「最も影響を受けたのは、違う立場の人ともコミュニケーションをとろうとする姿勢」[53]（平野啓一郎）
- 「きっと、筑紫さんにとって僕は、坂本龍一というよりは、「坂本一亀の息子」だったんでしょう。ある意味で、僕にとって父親のような存在でした」[54]（坂本龍一）
- 「（2007年末の「クリスマスの約束」の感想を寄せた手紙に対して）人生の中でこんなふうに心が浮き上がるような嬉しい瞬間というのは滅多に訪れません」[55]（小田和正）
- 「稀代の名ジャーナリストは「稀代の紳士」でいらっしゃいました」[56]（中島みゆき）
- 「すごく丁寧に人と会い、必ず自分の目で確かめてお話をされる稀有な方」「無名の人を引っ張りあげる力、先導する力があった」[57]（加藤登紀子）
- 「温かくて、頼りがいのある方でした。でもそれを決してひけらかさない」[58]（石川さゆり）
- 「ものを斜めに見ることもなく、居丈高にもならず、いろんな人と同じ目線を持つ。誰にでもできることじゃないですよ」[59]（樹木希林）
- 「自分がかかわった人の死で涙を流したのは、芸能界で引き立ててくれた山岡久乃さんと、てっちゃんだけ」「てっちゃんは、まさに「強いものには強く、弱い者には弱い」人でした」[60]（和田アキ子）
- 「哲也は、ひたすら私の話を聞いてくれた」「70歳近い人で、他人の話を聞く人に初めて会った」「沖縄の人たちが哲也を好きなわけがわかった気がした」[61]（Cocco）
- 「あの安心感は何なんでしょうね。とても温かい人だし、あの器の大きさは男としてすごく憧れる」[62]（草彅剛）
- 「いろんなジャンルのかたから信頼されていて、自分と違う意見を持っている人にもきちんと耳を傾けて、その上で自分がどう思うかがあったと思う」（菅野美穂）
- 「とにかく物知りで、私が何を質問しても、すごく分かりやすくいろいろ教えてくださいました」「優しくてたたずまいが素敵で、芯があって決してブレない。いつも表情は穏やかでニコニコしていました」[63]（綾瀬はるか）
- 「ロマンというか夢というか、そういうものを持たれているのが非常に伝わってきましたね」（松井秀喜）
- 「自分をさらけ出してしまいたくなるような人間的度量というか、心の深さから生まれる柔らかさがありましたね」[64]（松坂大輔）
- 井上陽水は「日曜夕刊!こちらデスク」で自身の楽曲「傘がない」の歌詞の「テレビではわが国の将来の問題を　誰かが深刻な顔をしてしゃべってる」を取り上げた回を視聴し「ジャーナリズムに身を置きながら、ジャーナリズムを突き放して見ることができる。ある意味で、ユーモアがわかる人なんだ」と感じたことを話している。それもあって同番組の最終回に出演し、「傘がない」を含んだ3曲を歌唱した。その後も井上は「NEWS23」に楽曲提供をしたり、筑紫と麻雀をするなど、親交を深めていった。なお、筑紫と井上には政治や家庭などの立ち入った話はしないという暗黙の了解があった。井上は「筑紫さんの功績のひとつは、ユーモアの大切さを意識されていたことだと思います。この真面目な国では、深刻そうに語ることが求められて、ちょっとした笑いや諧謔も『不真面目だ』とか言って、許されないところがありますから。ユーモアを口にしたり受け止めたりするには、余裕がないとできません。番組では、『なかなか面白い冗談を言うな』という感じではかならずしもなかったのですが、ユーモアがもつ可能性に注目していた、という意味で特別だったと思います」「政治家なんかにしてもね、筑紫さんならということで出演した方もいらっしゃるんじゃないでしょうか。鷹揚で優しいからなのか、どんなものでもまずは肯定しようとするスタンスがあったようにも思います」「筑紫さんは『観察者』だったと思います。へたに才能があると『演者』になろうとして、観察者にはなれない。自分が演じるのではなく、演じている誰かを見たり、世の中に紹介したりするという意味で、観察者のプロだったといえるのかもしれません」と評している[65]。

### 否定的評価
- 吉本隆明は、テレビキャスターの筑紫や久米宏は、自分を棚上げにして、キレイごとやカッコいいことをいって、そのうえ他人にはキツイことばかり要求しているとし、「民衆の味方です」みたいな顔して発言をしているが、果たして筑紫や久米が普通の民衆なのかあるいは民主主義が身についているかといえば、そうではないと批判している[66]。
- 上杉隆は、筑紫の打ち立てた功績は揺るぎないものであるとしながらも、ジャーナリストの頂点まで上り詰めた晩年の筑紫に関しては、議論で追い詰められても反論しようとしなかったり、思想信条による議論よりも友情を優先するようになっていたことに対して批判的にとらえている[67]。
- 田中康夫とは『朝日ジャーナル』時代に「若者たちの神々」最終回で対談し、これがきっかけとなり「ファディッシュ考現学」の連載を依頼した。筑紫の「現場主義」に田中は影響を受けたものの、その後は距離が開くようになり特に田中が厳しい評価を下していた細川護熙内閣に対して、筑紫が無批判であったことに関して「筑紫哲也朽ちたり」と評した。その後筑紫からの取材に関しての直接の返答はなく[68]、「どう曲がって伝わったのか、私が当人の制止をふり切って撮影を強行したと非難するコラムを書いた作家がいた。おそらく放送は観ていなかったのだろうが、粘着気質なことで知られるこの作家は以来、未だにそのことにこだわっていろいろ書き続けているらしい（私は読んでいないが）。」と著書内で記すのみであった[69]。その後田中は何度か筑紫と対面する機会があったことが日記から分かるものの、筑紫が亡くなった前後の「ペログリ日記」にも筑紫死去に関しての言及はなかった[70]。一方で筑紫が『NEWS23』内などでその後も田中を応援し続けていたことや、2人に引き続き親交が存在したことを記す人物もいる[71]。
- 元首相の森喜朗は、月刊誌『Will』にて自らの内閣がマスコミに叩かれた背景として、自身の所属していた福田派の敵対派閥と懇意にしている官邸記者達が多かったことを一因に挙げ、続けて筑紫がある結婚式で「今日は、森前総理も見えていますが、森政権時代、我々も『森を潰せ』という戦略で少しやりすぎだったと思っています。一国の総理とメディアの間には、ある程度の緊張感が必要で、ある程度の批判はする。しかし、森さんについてはやりすぎたという反省がある」と述べ、森は「何をいまさら」という気分だったと述べている[72][† 5]。
- 筑紫の「沖縄＝戦争と基地の悲劇の島」という沖縄観はステレオタイプという批判がある。日本経済新聞社元那覇支局長大久保潤と篠原章の共著『沖縄の不都合な真実』（新潮新書、2015年、142-143p）「第6章本土がつくったオキナワイメージ」では、琉球史研究の第一人者で副知事だった高良倉吉が、「いつのまにか、沖縄人は大江健三郎と筑紫哲也が言う被害者沖縄のイメージ通りに振る舞うクセが付いてしまった」と発言して、筑紫の沖縄観が沖縄県内で定着した結果、戦争も基地も被害者の視点だけで語り、自立に向けた議論を阻み、「日本はなんとかしろ」という依存体質や陳情文化が一般人にも蔓延したことを解説したこと、「沖縄が自立できないのは筑紫哲也のせいだ」という言葉を、戦後60年の取材中に地元の複数人から聞いたことが触れられている。沖縄に家系を持つ与那原恵は、『迷惑な沖縄愛』という小論を別冊宝島Real『筑紫哲也「妄言」の研究』に寄稿し、News23でも何度も特集された95年の米兵による少女暴行事件の抗議集会は自発的に集まった人が多数を占めたが、沖縄人に強く訴えかけた大きな理由は、被害者が「少女」』だったこと、沖縄のこの種の集会は、中学生や高校生の少女が作文や詩を読み上げるが、この集会でも普天間高校の女子高生が作文を読み、彼女は数年間にわたってNews23に取材されることになったが、筑紫に仮託された「沖縄の少女」というイメージに縛られるのはいやだろうな、と述べている。また、筑紫が沖縄を愛するのは、自分は無知な少年だったから軍国少年に染め上げられてしまったのだという戦争を止められなかった大人への恨みを重ねることができるのは、沖縄を象徴する「少女」であり、無垢で清らかな自分と日本と米国の大国の論理で振り回されてしまう被害者としての沖縄という感覚を共有できると思っているからだが、沖縄戦の実相は複雑であり、また沖縄は複雑な感情や打算がうずまく島でもあり、人間の暮らしとはそういうものであり、沖縄ではかつての左翼的言説に人々がなびかなくなっており、左翼が沖縄に仮託して、自分たちの言いたいことを言っているに過ぎないことに気づいてしまったこと、そして、この先も沖縄に関心を持ち報道していくなら、沖縄の現実や複雑な思いや変化を正確に見て、筑紫が沖縄人に好かれていないという事実も直視すべき、と述べている。

## 家族・親族
筑紫家は江戸時代より続く医師の家系だった。哲也の叔父が跡を継いだものの軍医となり戦死したため、小野村唯一の医家としては断絶した。
父・和臣は東京電力の前身会社に勤務していた。哲也はその長子であり、弟妹が4人いる。父方の祖母は田中小実昌の母親の姉であった。

### 瀧廉太郎との縁
瀧廉太郎は大伯父（滝の妹・トミが筑紫の母方の祖母）。筑紫自身はかつて「私には音楽の才能がないので、私が『瀧廉太郎の親戚』であるということを非常に戸惑っていた」と述懐している。筑紫は1993年から、竹田市にある瀧廉太郎記念館の名誉館長を務めていた。

## 人物
- ハイライトとマールボロの赤を1日3箱吸っていたヘビースモーカーだった。肺癌になって禁煙した後も「一服できないと面白くない」「百害あって一利なしと言うけど、文化は悪徳が高い分、深い。（たばこの喫煙は）人類が発明した偉大な文化であり、たばこの代わりはありませんよ。これを知らずに人生を終わる人を思うと、何とものっぺらぼうで、気の毒な気がしますね」「癌の原因はストレスで、たばこはきっかけにすぎない」と語った[78]。

- ピースボート主宰の辻元清美を学生時代から支援し、辻元が土井たか子から政界入りを打診された際には後押しした。筑紫は辻元に「製造元責任」があると述べていた。

- ｢NEWS23｣出演時には、番組のラストを決まって「では、今日はこんなところです」という言葉で締め括っていたが、これはアメリカのアンカーマンであるウォルター・クロンカイトの言い回しの直訳である。

## 不祥事
国会議員の年金未納問題を批判していたが、自身の年金未納が発覚（1989年から1992年6月までの2年11か月）。2004年5月13日放送の『NEWS23』で謝罪し、翌日から一時期番組の出演を見合わせた。
没後の2011年7月、遺族が遺産について総額7000万円の申告漏れを東京国税局から指摘された。そのうち海外口座の4000万円は意図的に申告から除外する遺産隠しだったと認定され、重加算税を含む約2000万円の追徴課税となった。

## 出演
｢NEWS23｣以後、TBSと専属契約を結んでおり、基本的にテレビ出演はTBS系列の放送局に絞っていた。ただし、フジテレビ『トリビアの泉 〜素晴らしきムダ知識〜』にVTR出演したほか、年に1回テレビ朝日の特番にゲスト出演していた。

### テレビ
報道・討論番組
| 期間          | 期間          | 番組名                              | 役職             | 備考                                                                                        |
| ------------- | ------------- | ----------------------------------- | ---------------- | ------------------------------------------------------------------------------------------- |
| 1978年4月     | 1982年9月     | 日曜夕刊!こちらデスク（テレビ朝日） | パーソナリティ   |                                                                                             |
| 放送期間不明  | 放送期間不明  | ザ・権力!（テレビ朝日）             | パーソナリティ   |                                                                                             |
| 1983年4月     | 1983年6月     | TVスクープ（テレビ朝日）            | パーソナリティ   | 前述の衆議院選挙に向けての政権放送に出演した事に伴い停職処分を受け、番組開始から3か月で降板 |
| 1987年5月29日 | 1987年5月29日 | 朝まで生テレビ!（テレビ朝日）       | 討論司会         |                                                                                             |
| 1989年10月    | 2008年3月     | 筑紫哲也NEWS23（TBS）               | メインキャスター | 番組降板まで3か月は、スペシャルアンカー（特別キャスター）として不定期での出演               |

バラエティ・特別番組
- 元旦まで感動生放送!史上最大39時間テレビ：総合司会を担当。1992年12月30日から1993年1月1日まで。
- 森田一義アワー 笑っていいとも!（フジテレビ）：テレフォンショッキングゲスト。1984年4月30日放送。
- クイズ地球まるかじり（テレビ東京）

### ラジオ
- 筑紫哲也のハローワールド（TBSラジオ）
- 筑紫哲也のニュース・ジョッキー（TBSラジオ）
- 筑紫哲也のドキュメントにっぽん（TBSラジオ）
- 筑紫哲也 土曜日の交差点（エフエム東京）

### 映画
- メイク・アップ（1987年、ニュー・センチュリー・プロデューサーズ）：客 役
- 青空に一番近い場所（1994年、サードステージ＝東京テアトル）：屋上の客 役
- 霧の子午線（1996年、東映）：宮本 役

## 著書
- 『猿になりたくなかった猿 ― 体験的メディア論』（日本ブリタニカ）1979年刊[82]
- 『筑紫哲也の「こちらデスク」活字版 ズームアップ現代』（学陽書房）1980年刊 ISBN 4313830367[83]
- 『筑紫哲也のやぶれかぶれ英語術―通じるための12の秘訣』（光文社）1982年刊 ISBN 4334011268
- 『筑紫哲也の 乱世を生きよ!―大変な時代を生きるヒント』（日本経済新聞社）ISBN 4532162424
- 『筑紫哲也の この「くに」のゆくえ』（日本経済新聞社）ISBN 4532161924
- 『沖縄がすべて』（照屋林助との共著。河出書房新社）ISBN 4309011721
- 『筑紫哲也の世世世（ゆーゆーゆー） パート3』（沖縄タイムス社）ISBN 4871271382
- 『日本23時―今ここにある危機』（小沢書店）ISBN 4755103428
- 『マイ・アメリカン・ノート ポトマックの両岸』（朝日新聞社）ISBN 4022602678
- 『メディアの海を漂流して』（朝日文庫）ISBN 4022603402
- 『若者たちの神々』1〜4（朝日新聞社） - 1984年から1985年の若者たちの“神々（20-40代）”50人との対談集。
- 『若者たちの大神』（朝日新聞社） - 1986年から1987年の若者たちの“大神（50代以上）”22人との対談集。
- 『新人類図鑑』1・2（朝日文庫） 1986年刊 - 対談時10-20代の若者34人との対談集。
- 『元気印の女たち』（すずさわ書店） 1987年刊 - 39人の活躍する女性たちとの対談集。
- 『旅の途中 巡り合った人々1959-2005』（朝日新聞社） 2005年刊 ISBN 4022500743 『旅の途中 ジャーナリストとしての私をつくった39人との出会い』（朝日文庫、2013）[84]
- 『若き友人たちへー筑紫哲也ラストメッセージ』（集英社新書）2009年刊 ISBN 4087205150

## 文献
- 『週刊朝日MOOK 筑紫哲也 永遠の好奇心』（朝日新聞出版、2009）[85]
- 金平茂紀『筑紫哲也「NEWS23」とその時代』（講談社、2021）[29]ISBN 9784065260685

## 批判的な文献
- 別冊宝島Real編集部『筑紫哲也「妄言」の研究-「NEWS23」、その印象操作&偏向報道の作られ方』 ISBN 4796638482
- 水間政憲『ニュースキャスター筑紫哲也を斬る‐このままテレビの偏向報道を許していいのか もはや中国、北朝鮮の代弁者か』 ISBN 481740549X
- 三輪和雄『偏なテレビの直し方―日本をダメにした久米宏と筑紫哲也』 ISBN 4793801455
- 中宮崇『天晴れ! 筑紫哲也NEWS23』 ISBN 4166604945